# Bengo (province)
La province de Bengo est l'une des principales subdivisions de l'Angola, au sud-ouest côtier du continent africain. 
Sa population dépasse les 450 000 habitants, sur une surface de 33 016 km2 ; sa capitale est la ville de Caxito.
La région débouche à l'ouest sur l'Océan Atlantique, limitrophe des provinces du Zaire au nord, Uige au nord-est, Cuanza Nord à l'est et Cuanza Sud ; elle enclave de surcroît la capitale nationale Luanda et sa propre province.

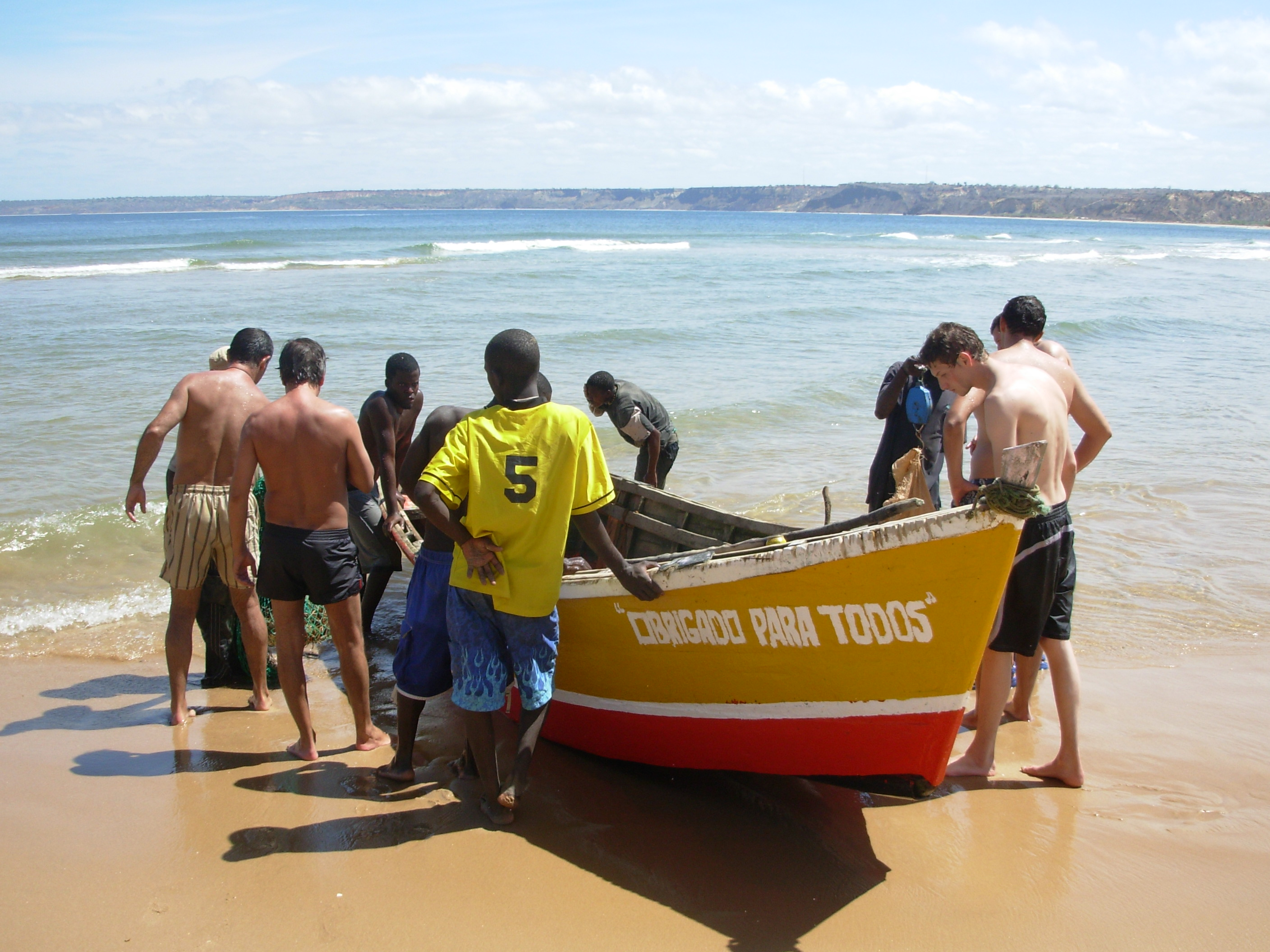
Bateau sur une plage de Bengo.

## Municipalités

### Avant 2011
Avant une réforme territoriale de juillet 2011, la province de Bengo était divisée en 5 municipalités.
| Municipalités | Capitale                   | Surface en km² | Pop. (est. de 2006) |
| ------------- | -------------------------- | -------------- | ------------------- |
| Ambriz        | Ambriz                     | 4204           | 16611               |
| Dande         | Caxito                     | 6529           | 82992               |
| Ícolo e Bengo | Catete, Ícolo e Bengo (en) | 3819           | 58830               |
| Nambuangongo  | Muxaluando                 | 5604           | 110831              |
| Quiçama       | Muxima                     | 12046          | 29905               |

### Depuis juillet 2011
Le 27 juillet 2011, l'Assemblée nationale angolaise approuve une loi sur la réorganisation des régions de Luanda et de Bengo, qui provoque l'intégration des municipalités d'Ícolo e Bengo et de Quiçama, de la province de Bengo, dans celle de Luanda.
De plus, cette loi permet la création de nouvelles subdivisions ; la région de Bengo se voit ainsi divisée en six municipalités : celles d'Ambriz, de Dande, Bula-Atumba, Dembos, Nambuangongo, et de Pango Aluquém.